# Progon
Progon foi príncipe da Albânia, o primeiro da Dinastia Progon. Reinou entre 1190 e 1198. Foi sucedido no trono pelo seu filho por Gjin Progoni.